# Harald Uhlig (Geograph)
Harald Uhlig (* 1. März 1922 in Dresden; † 19. November 1994) war ein deutscher Geograph, Hochschullehrer und Fachbuchautor.

## Leben
Harald Uhlig ging nach dem Studium der Geographie, Geologie und Geschichte und Promotion über Altformen des Wettersteingebirges 1950 in Heidelberg für zwei Jahre als Stipendiat nach Newcastle (England) und von dort als Assistent, später Dozent, an die Universität Köln. Dort habilitierte er sich 1955 mit einer methodischen Arbeit über Kulturlandschaftsforschung am Beispiel Nordost-Englands.
1960 wurde er zum Professor der Geographie an die Universität Gießen berufen. Dort blieb er bis zu seiner Emeritierung 1987. Rufe an die Universitäten Heidelberg und Mainz lehnte er ab. Er baute – ab 1963 mit Walther Manshard – das im Krieg ausgelöschte Institut für Geographie wieder auf. Er gehörte zu den Mitbegründern des Tropeninstituts und des Wissenschaftlichen Zentrums für Regionale Entwicklungsforschung an der Justus-Liebig-Universität.
Im Sinne des Asienforschers Robert von Schlagintweit nutzte er bereits Ende der 1950er Jahre die Möglichkeiten kulturgeographischer Forschung im Himalaya. Geoökologie des Reisbaus, Wanderfeldbau und die ethnische Schichtung der Gebirgsvölker waren Schwerpunkte seiner Forschung in Asien, aus der zahlreiche Publikationen hervorgingen. Seine wissenschaftlichen Arbeiten galten aber auch der theoretischen Kulturlandschaftsforschung und der heimischen Landeskunde. Er leitete zusammen mit Cay Lienau das von der DFG und der VW-Stiftung geförderte internationale Projekt zur Geographischen Terminologie der Agrarlandschaft.
Er war Mitglied der Deutschen Akademie der Naturforscher Leopoldina in Halle/Saale und korrespondierendes Mitglied der Akademie für Raumforschung und Landesplanung in Hannover sowie Mitglied des Wissenschaftlichen Beirates der Deutschen Gesellschaft für Asienkunde. Mehrere geographische Gesellschaften ernannten ihn zum Ehrenmitglied.

## Publikationen (Auswahl)
- Die Kulturlandschaft – Methoden der Forschung und das Beispiel Nordostengland. Kölner Geographische Arbeiten. 9/10, 1956
- Typen der Bergbauern und Wanderhirten in Kaschmir und Jauser-Bawar; in: Abhandlungen des deutschen Geographentages Köln 1961.
- Kaschmir; in: Geographisches Taschenbuch 1962/3
- Mit Walter Imber: Indonesien 1973
- Mit Cay Lienau: Materialien zur Terminologie der Agrarlandschaft, deutsch, englisch, französisch. Bd. 1, Gießen 1967: Flur und Flurformen (2. Auf. 1978), Bd. 2, Gießen 1972: Die Siedlungen des ländlichen Raumes, Bd. 3, Gießen 1974 (mit H. J. Wenzel): Die Ländliche Bevölkerung.
- Hrsg. mit W. Schulze: Gießener Geographischer Exkursionsführer, 3 Bde., 1982
- Südostasien, Fischer Länderkunde 1988.
- Mit W. Haffner: Zur Entwicklung der vergleichenden Geographie der Hochgebirge. 1984